# خیابان پنجاه و دوم (منهتن)

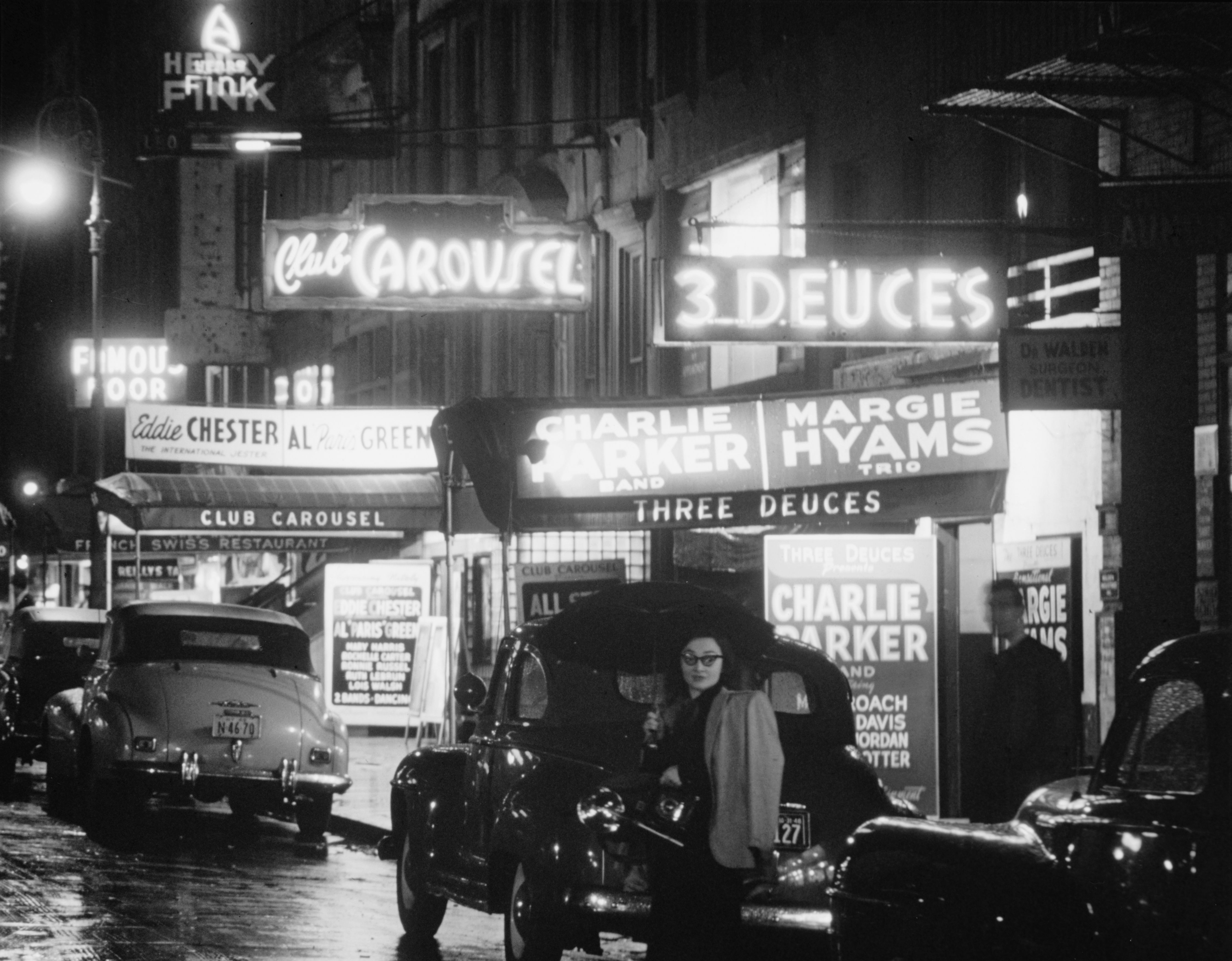
بخش جنوبی خیابان پنجاه و دوم بین خیابان‌های ۶ و ۵ (۱۹۴۸)

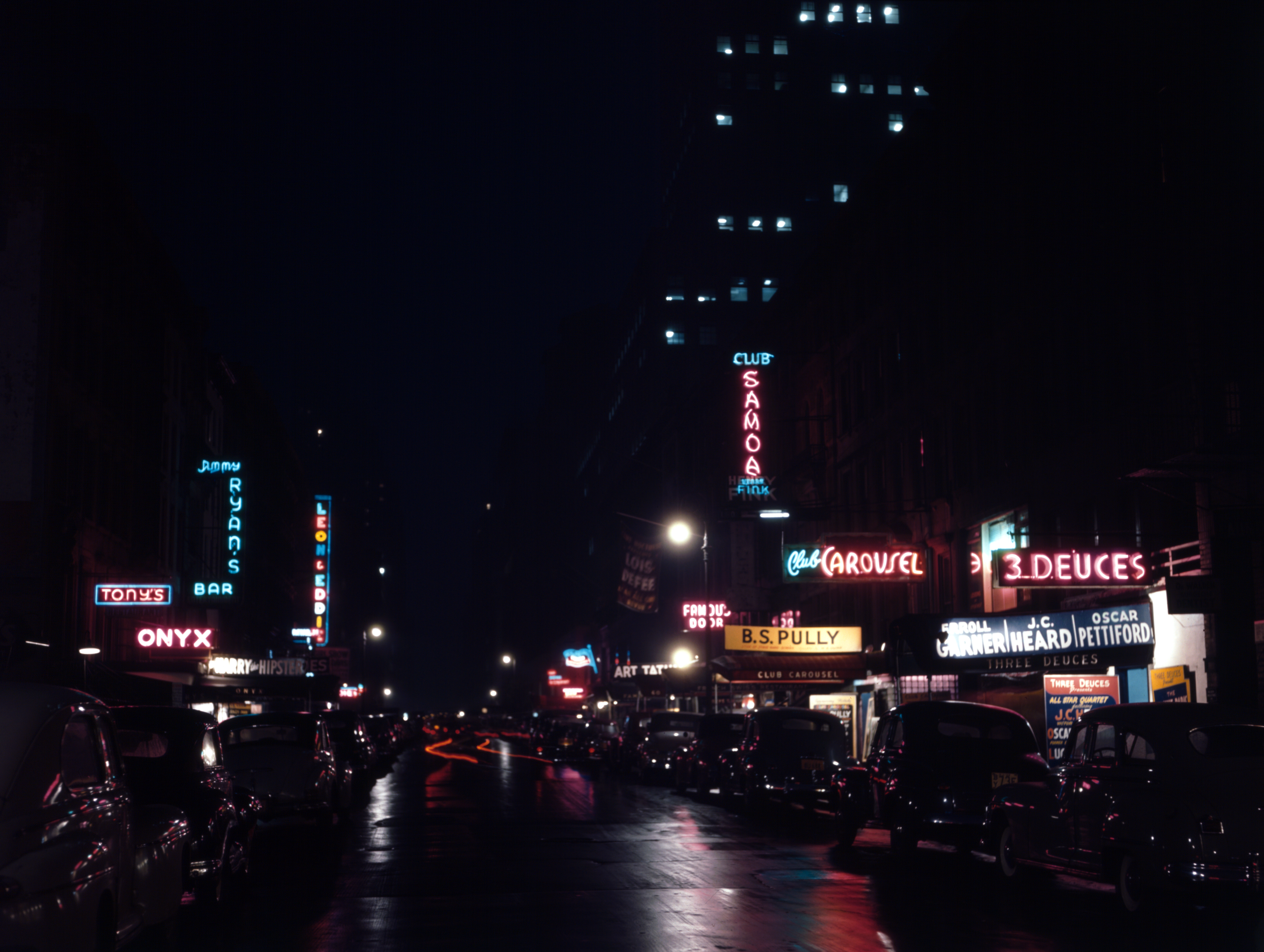
نمایی از خیابان پنجاه و دوم در شب (۱۹۴۸)

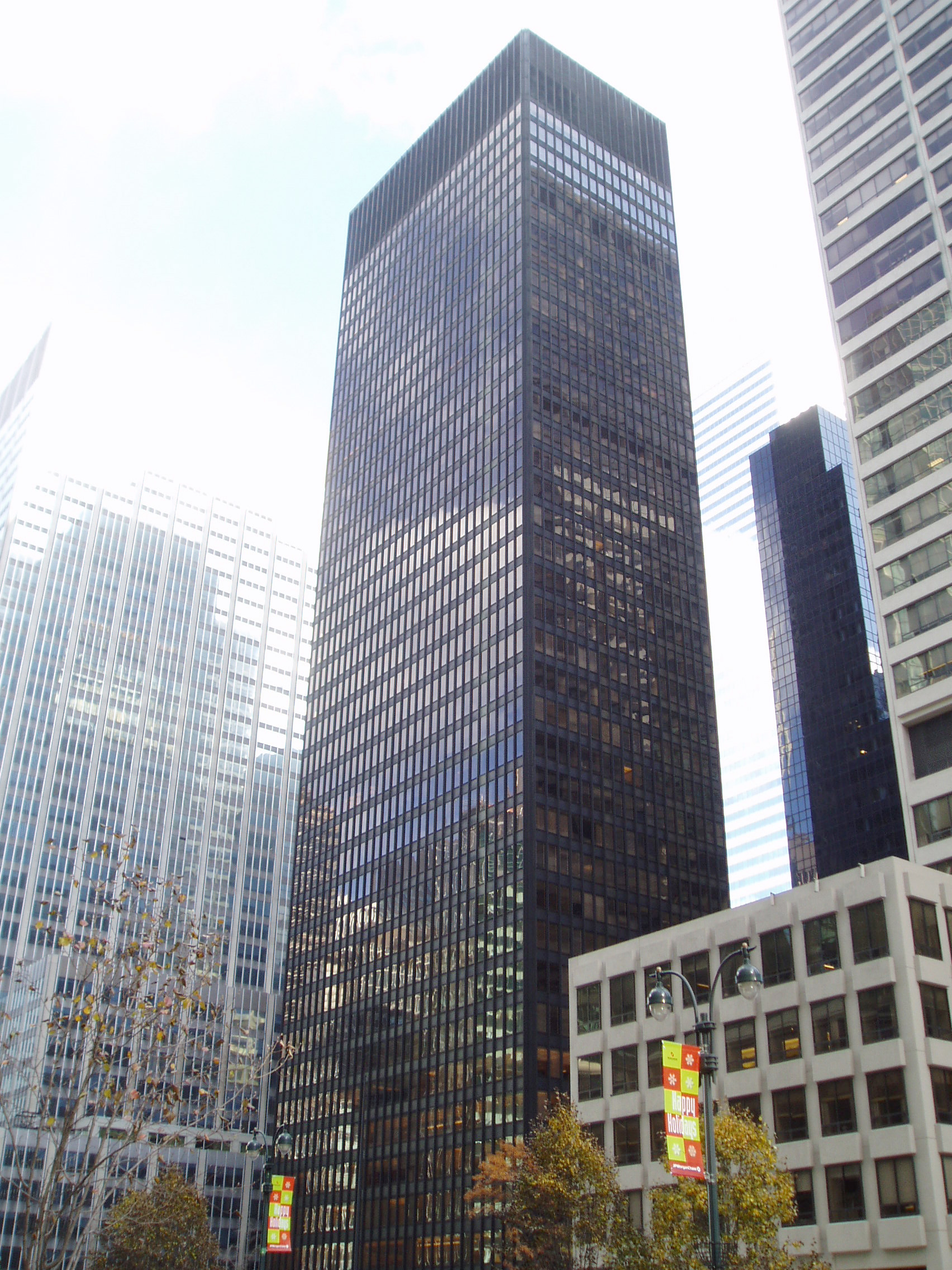
تصویری از ساختمان سیگرام در خیابان پنجاه و دوم

خیابان پنجاه و دوم (در انگلیسی: 52nd Street) یک خیابان یک‌طرفه از غرب به شرق به طول ۱٫۹-مایل (۳٫۱-کیلومتر) که در منهتن، نیویورک قرار دارد. بخش کوچکی از آن از دهه ۱۹۳۰ تا ۱۹۵۰ به عنوان مرکز اجرای موسیقی جاز شهر شناخته می‌شد.

## در فرهنگ
یکی از آلبوم‌های بیلی جول، خیابان ۵۲ام نام دارد که در ۱۳ اکتبر ۱۹۷۸ منتشر شد.